# Tournoi de tennis de Merano
L'Open de Merano est un ancien tournoi de tennis masculin du circuit ATP disputé sur terre battue. La seule édition s'est déroulée du 7 au 13 juin 1999.
Faisant suite au tournoi de Bologne, il s'est tenu juste après les Internationaux de France. Il s'agit du dernier tournoi ATP sur terre battue à être organisé entre Roland-Garros et Wimbledon. Bien qu'il ne soit pas tête de série, l'Espagnol Fernando Vicente y remporte le premier titre de sa carrière.
À cette époque se tenait également un tournoi Challenger à Merano.

## Palmarès

### Simple
| No | Date       | Nom et lieu du tournoi | Catégorie   | Dotation  | Surface      | Vainqueur        | Finaliste    | Score          |         |
| -- | ---------- | ---------------------- | ----------- | --------- | ------------ | ---------------- | ------------ | -------------- | ------- |
| 1  | 07-06-1999 | Merano Open, Merano    | Int' Series | 325 000 $ | Terre (ext.) | Fernando Vicente | Hicham Arazi | 6-2, 3-6, 7-61 | Tableau |

### Double
| No | Date       | Nom et lieu du tournoi | Catégorie   | Dotation  | Surface      | Vainqueurs                    | Finalistes                     | Score    |         |
| -- | ---------- | ---------------------- | ----------- | --------- | ------------ | ----------------------------- | ------------------------------ | -------- | ------- |
| 1  | 07-06-1999 | Merano Open, Merano    | Int' Series | 325 000 $ | Terre (ext.) | Lucas Arnold Ker Jaime Oncins | Marc-Kevin Goellner Eric Taino | 6-4, 7-6 | Tableau |